# 狭叶碱毛茛
狭叶碱毛茛（学名：Halerpestes lancifolia）为毛茛科碱毛茛属下的一个种。